# Brives-Charensac
Brives-Charensac – miejscowość i gmina we Francji, w regionie Owernia-Rodan-Alpy, w departamencie Górna Loara.
Według danych na rok 1990 gminę zamieszkiwało 4399 osób, a gęstość zaludnienia wynosiła 903 osoby/km² (wśród 1310 gmin Owernii Brives-Charensac plasuje się na 43. miejscu pod względem liczby ludności, natomiast pod względem powierzchni na miejscu 988.).